# José E. Triay
José E. Triay (1844-1907) fue un periodista y escritor español.

## Biografía
José E. Triay fue un escritor y periodista español nacido en Cádiz el 2 de noviembre de 1844. Llegó a Cuba en 1852 sabiendo sólo leer y escribir, como discípulo del Colegio de San Felipe de Neri, que dirigió el inolvidable don Alberto Lista y tuvo entre sus profesores hombres de la talla de don Eduardo Benot.
Comenzó su vida laboral en una imprenta como aprendiz de cajista. Y cajista era en 1863, en la imprenta la Aurora, de Matanzas, cuando la enfermedad del gacetillero, Gustavo A. Suzarte, hijo del insigne periodista, don José Quintín (q. e. p. d.) le llevó á sustituirle.
Publicó desde esa época versos y artículos literarios. Repuesto el gacetillero, el propietario del periódico Pepe Curbelo, quiso que siguiera al frente de la gacetilla que no solía escribir.
En 1866 pasó á Cárdenas á dirigir el Boletín Mercantil, y de allí fue llamado por su   amigo Alejandro Chao para dirigir, en La Habana, El Moro Muza y compartir con Gonzalo Castañón el trabajo y la dirección de La Voz de Cuba.
Fue corresponsal de la Ilustración Española y Americana, del Diario de Barcelona y de innumerables periódicos de México y de Cuba. En el Diario de la Marina fue grandemente apreciado y trabajó por largos años en el cargo de Redactor en Jefe.
Miembro de la “Sociedad de Beneficencia Andaluza”, logró con su trabajo personal é infatigable reunir más de cien mil pesos para socorro de varias calamidades que cayeron sobre su querida tierra; también recaudó  unos noventa mil pesos en oro para el “Socorro á las víctimas del cólera”.
Se desempeñó como poeta y dramaturgo y entre sus obras destacaron El lazo de unión, Giroflé y Giroflá, La vuelta de Andrés, Los miserables y Manual del cocinero criollo.
Orador de fácil y persuasiva palabra casó con la estimada dama Cecilia del Castillo. Falleció en Madrid el 4 de marzo de 1907.